# Éditions de la Goulotte

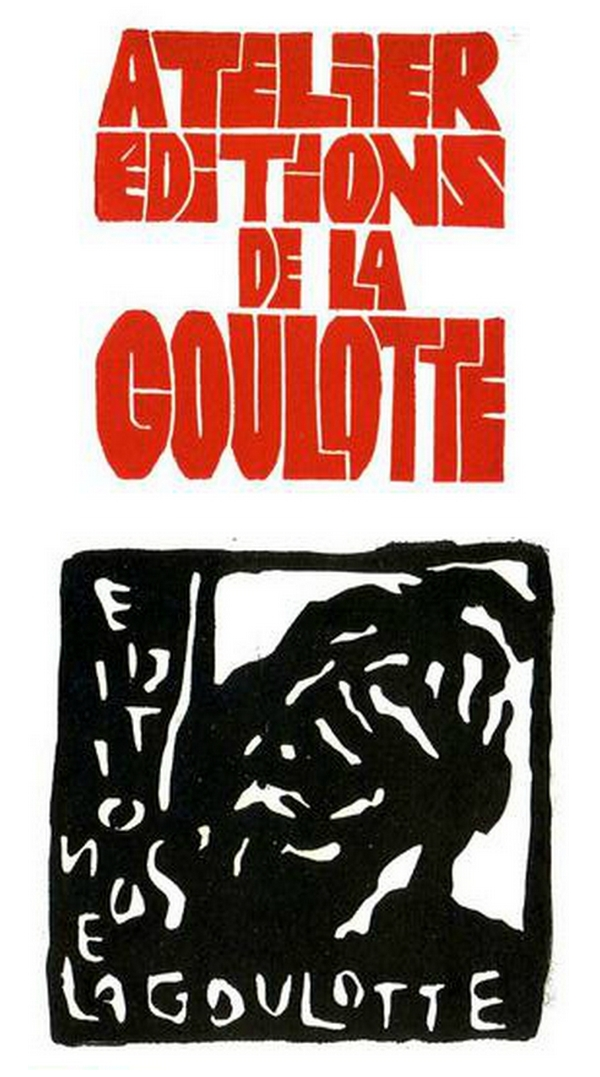
Illustration linogravée des Éditions de la Goulotte

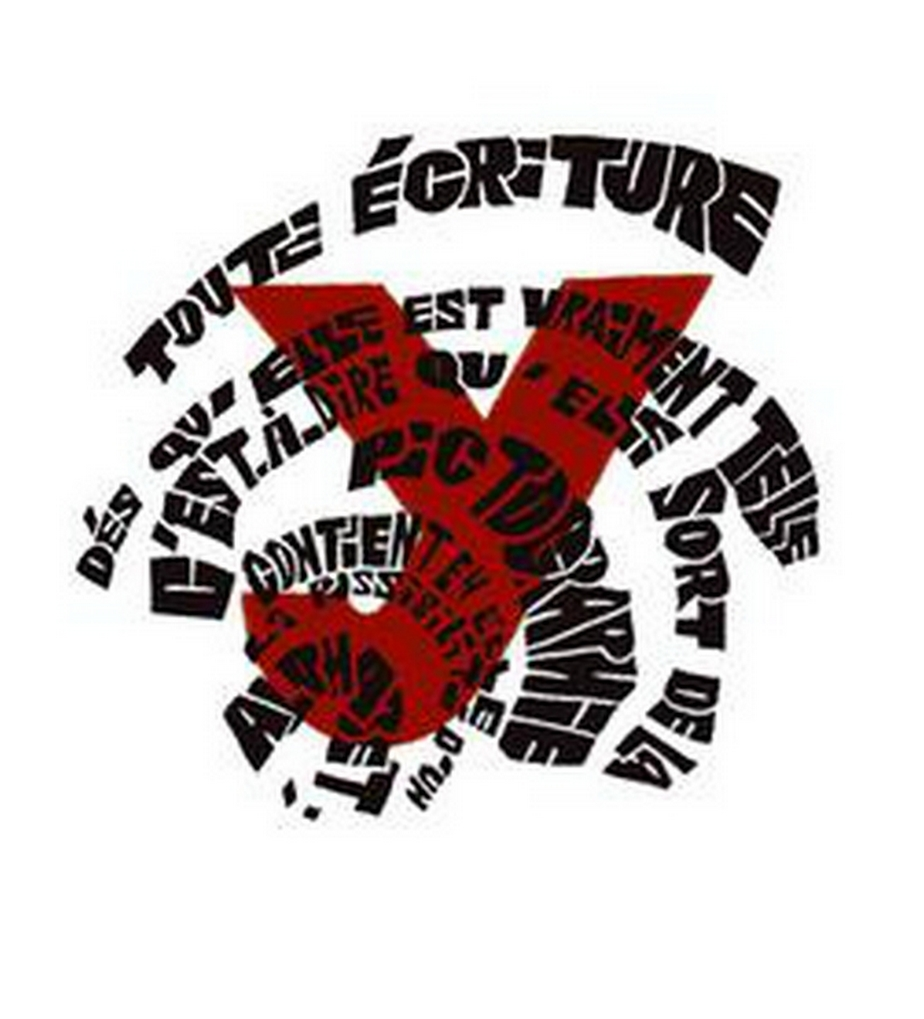
Page linogravée par Claude Stassart-Springer pour "Alphabet" de Raymond Queneau

Les Éditions de la Goulotte sont une maison d'édition française créée en 1994 à Vézelay par Claude Stassart-Springer. Les responsables sont Claude Stassart-Springer et Jean-Marie Queneau.

## Historique
Les Éditions de la Goulotte publient des livres d'artistes entièrement linogravés, aussi bien pour le texte que pour les illustrations. Ils sont imprimés à la main en moins de cent exemplaires . Certains livres sont en noir et blanc, d'autres livres sont imprimés en couleur. 
Le catalogue des Éditions de la Goulotte est principalement constitué de textes inédits de poètes du XXe siècle et d'écrivains contemporains. Ces textes sont illustrés en majorité par Claude Stassart-Springer et Jean-Marie Queneau .
Les Éditions de la Goulotte ont fait l'objet d'expositions en France, notamment dans des galeries parisiennes, des bibliothèques et des musées. Les livres d'artistes des Éditions de la Goulotte ont été exposés à la résidence de l'Ambassade de France à Caracas, et à l'Alliance française de Caracas et de Maracaibo .
En 2012 les Éditions de la Goulotte reçoivent le Trophée 2012 de France Graphique pour le livre Alphabet, texte inédit de Raymond Queneau illustré par Claude Stassart-Springer. La même année est publié Par delà la colline où l'instant, extrait du texte Le Coupable de Georges Bataille, illustré par Claude Stassart-Springer, à l'occasion du cinquantième anniversaire de la mort de l'écrivain.

## Auteurs publiés
Les auteurs publiés par les Éditions de la Goulotte sont Monique Apple, François Augiéras, Marcel Aymé, Georges Bataille, Pierre Bettencourt, William Cliff, Jean Cordesse, Jean-Pierre Dauphin, Robert Desnos, Guy Goffette, Geneviève Hélène, Édith de la Héronnière, Éric Holder, Max Jacob, Ludovic Janvier, Alcide Mara, Jean-Claude Pirotte, Raymond Queneau, Jacques Réda, Colette Thomas, Paul de Roux, Valérie Rouzeau, Emmanuel Souchier, Gilles Stassart et Marina Tsvetaïeva.